# Onthophagus javanitidus
Onthophagus javanitidus là một loài bọ cánh cứng trong họ Bọ hung (Scarabaeidae).